# قلب عقاب
«قلب عقاب» (به انگلیسی: Eagleheart) تک‌آهنگی از استراتوواریوس است که در سال ۲۰۰۲ میلادی منتشر شد.